# Vol Turkish Airlines 5904
Le 7 avril 1999, un Boeing 737-400 effectuant le vol Turkish Airlines 5904, un vol de convoyage international reliant l'aéroport international d'Adana-Sakirpasa à Adana, en Turquie, à l'aéroport international Roi-Abdelaziz, à Djeddah, en Arabie saoudite, s'est écrasé à proximité de Ceyhan, dans la province d'Adana, dans le sud de la Turquie, environ huit minutes après le décollage. Les six membres d'équipage, les seules personnes présentes à bord, ont tous été tués dans l'accident.

## Avion
L'appareil impliqué était un Boeing 737-4Q8 construit en 1995, immatriculé TC-JEP et baptisé Trakya. Appartenant à International Lease Finance Corporation (ILFC), une société de location d'avions américaine, il était équipé de deux moteurs CFM International CFM56 et avait cumulé environ 11 600 heures de vol et 6 360 cycles (décollages/atterrissages) au moment de l'accident.

## Accident
Le vol précédent, en provenance de l'aéroport international Roi-Abdelaziz de Djeddah, en Arabie saoudite, avait transporté sans incident 150 pèlerins turcs de retour du Hajj vers l'aéroport international d'Adana-Sakirpasa, où il avait atterri vers 23 h 45, heure locale. Restant au sol pendant environ une heure pour faire le plein, le vol 5904 a décollé avec un nouvel équipage – deux pilotes et quatre hôtesses de l'air – et environ 10 à 15 tonnes de carburant à 00 h 36, pour récupérer davantage de pèlerins à Djeddah.
Avant le décollage, à la demande de l'équipage, le contrôleur aérien de la base aérienne d'Incirlik a relayé le bulletin météorologique, informant l'équipage que les conditions météorologiques étaient mauvaises, avec de violents orages se déplaçant du sud vers le nord.
À 00 h 44, à une altitude d'environ 10 000 pieds (3 048 m), le 737 a commencé à perdre rapidement de l'altitude et s'est écrasé dans un champ, à environ 56 km à l'est-nord-est de l'aéroport, près du village de Hamdilli, à proximité de Ceyhan. La violence de l'impact a pulvérisé l'appareil, creusant un cratère de 15 m de profondeur et de 30 m de diamètres. Le stabilisateur horizontal de l'avion a été découvert à environ 250 m du reste des débris, qui s'étendait sur une superficie d'environ 500 m2. Les 6 membres d'équipage ont tous été tués sur le coup.
Après la disparition de l'avion des radars, les contrôleurs aériens de l'aéroport d'Adana et de la base aérienne d'Incirlik ont immédiatement alerté la gendarmerie et la police, afin qu'elles lancent des opérations de recherche et de sauvetage.

## Enquête
L'enquête, menée par la Direction générale de l'aviation civile (DGCA) turc, a révélé que, lors des préparatifs de vol avant le décollage, les pilotes n'ont pas activé le système de protection contre le givre des sondes Pitot, ce qui à entrainé des indications de vitesses erronés sur les instruments de bords.
L'équipage n'a pas reconnu la cause des mauvaises indications de vitesse, et n'a pas utilisé d'autres indications, dans le poste de pilotage, pour le contrôle et la récupération de l'avion.
De plus, l'enregistreur phonique (CVR) a révélé la présence de membres du personnel de cabine dans le poste de pilotage, constituant une possible source de distraction pour les pilotes.